# Sarina Dijas
Sarina Dijas (Schreibweise auch Dias, kasachisch Зарина Дияс/Диас, engl. Transkription: Zarina Diyas; * 18. Oktober 1993 in Almaty) ist eine kasachische Tennisspielerin.

## Karriere
Dijas lebte von 1999 bis 2010 in Tschechien, wo sie im Alter von sechs Jahren mit dem Tennissport begann. Bis 2010 wurde sie in einem Prager Tennisclub von Jaroslav Jandus trainiert. Daher spricht sie außer ihrer Muttersprache Kasachisch auch fließend Tschechisch, außerdem Englisch.
2008 gab Dijas im Alter von nur 14 Jahren ihr Debüt auf der WTA-Tour, als sie mit einer Wildcard ausgestattet bei der Qualifikation für das WTA-Turnier in Prag an den Start ging. Noch im selben Jahr gewann sie bei einem Turnier der $25.000-Kategorie auf der ITF Women’s World Tennis Tour in Astana ihren ersten Profititel, auf dem 2009 in Vaihingen der nächste folgte. In Prag erhielt sie diesmal eine Wildcard für das Hauptfeld und besiegte dort Kristina Mladenovic und Petra Kvitová, um auf Anhieb ins Viertelfinale vorzurücken, wo sie an Iveta Benešová scheiterte. 2010 qualifizierte sich Dijas zum Saisonende für das Hauptfeld des Kremlin Cup in Moskau uns feierte dort in der zweiten Runde gegen die Topgesetzte Jelena Janković ihren ersten Sieg über eine Top-10-Spielerin.
2011 startete Dijas dann in Melbourne erstmals in der Qualifikation für ein Grand-Slam-Turnier, schied jedoch in der Schlussrunde aus. Nach drei Jahren, in denen ihre Leistungen weitgehend stagnierten und sie lediglich einen ITF-Titel der $25.000-Kategorie in Buxoro gewinnen konnte, qualifizierte sie sich bei den Australian Open erstmals für das Hauptfeld und kam dort gleich in die dritte Runde, wo sie erst von Simona Halep gestoppt wurde. Anschließend gewann Dijas in Quanzhou bei einem Turnier der $50.000-Kategorie ihren bis dahin größten Titel und zog nach einer weiteren Finalteilnahme in Nottingham in die Top 100 der Tennisweltrangliste ein. In Wimbledon stieß sie dann nach Siegen über Carla Suárez Navarro und Wera Swonarjowa zum ersten Mal ins Achtelfinale eines Grand-Slam-Turniers vor, wo sie sich erneut Simona Halep geschlagen geben musste. Durch den Einzug in die dritte Runde der US Open sowie ihres ersten WTA-Finals in Osaka, das sie gegen Samantha Stosur verlor, konnte sie die Saison erstmals in den Top 40 der Welt beenden. Im Doppel erreichte sie an der Seite von Xu Yifan überraschend das Viertelfinale der US Open; dort mussten sie gegen die an Position drei gesetzten Cara Black und Sania Mirza aufgeben.

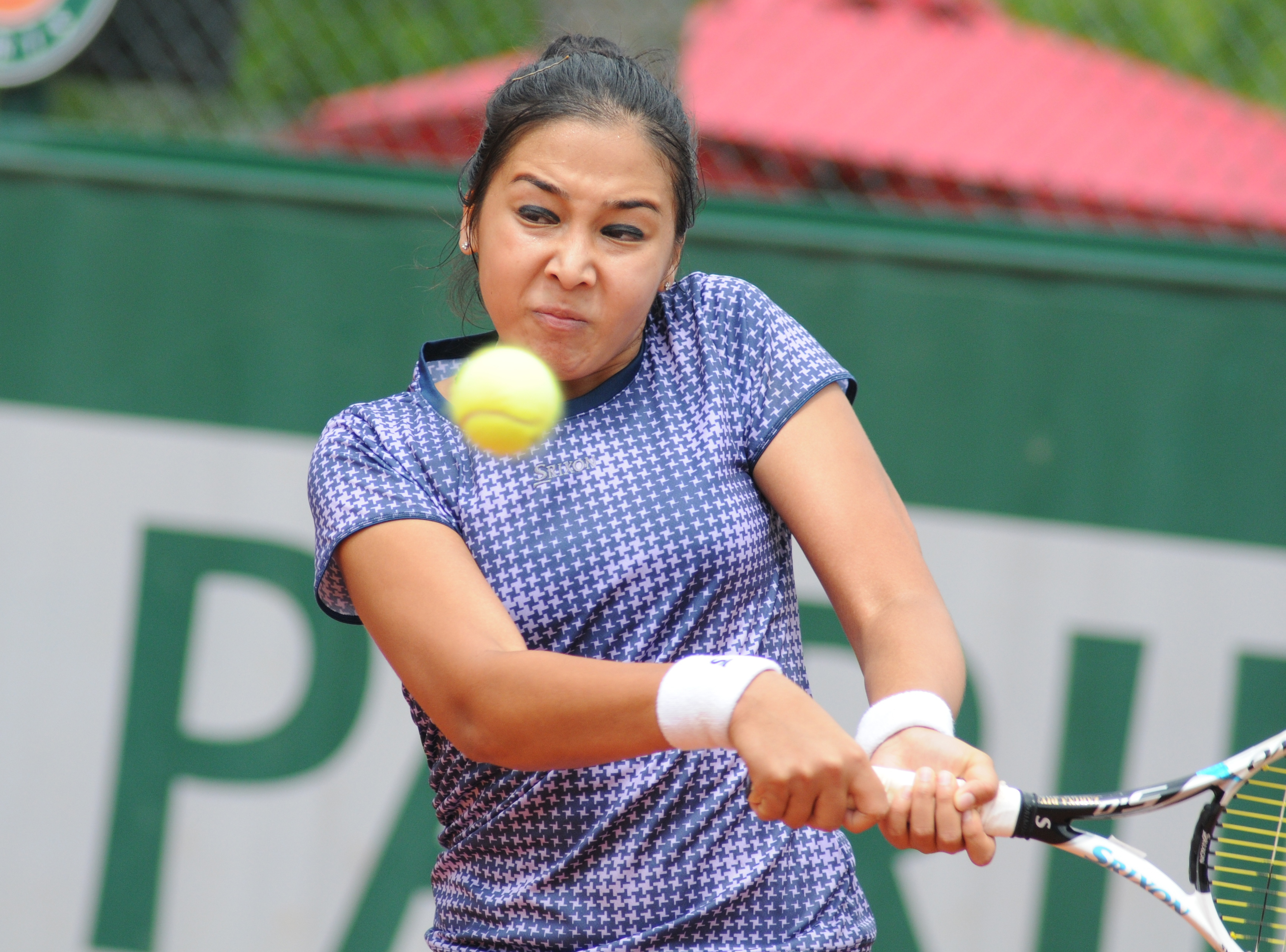
Sarina Dijas (2015)

Anfang 2015 erzielte Dijas mit Position 31 ihre bisher beste Weltranglistenposition sowie in der zweiten Runde von Dubai gegen Andrea Petković ihren zweiten Top-10-Erfolg. In Wimbledon konnte sie wie im Vorjahr nach einem weiteren Sieg über Petković das Achtelfinale erreichen, doch verlor sie dort Marija Scharapowa glatt in zwei Sätzen. Danach schwächelte die Form von Dijas, der bis zum Jahresende nur noch ein Sieg bei neun Niederlagen gelang und die Saison außerhalb der Top 50 anschloss. 2016 musste sie die Saison nach ihrem Erstrundenausscheiden in London frühzeitig wegen einer Handgelenksverletzung beenden, von der sie erst im Februar des folgenden Jahres zurückkehrte. Da sie aus den Top 100 der Weltrangliste herausgefallen war, trat sie vor allem auf der ITF-Tour an, wo sie in Manchester auf Rasen ein Turnier der $100.000-Kategorie gewann und sich im Ranking wieder nach vorne arbeitete. Für ihren Turniersieg erhielt sie von den Organisatoren von Wimbledon eine Wildcard und erreichte dort die dritte Runde, in der sie gegen Petra Martić verlor. Nachdem sie bei einem Turnier der WTA Challenger Series in Dalian ins Halbfinale gekommen war, feierte Dijas eine Woche später in Tokio als Qualifikantin nach einem Endspielsieg über Miyu Katō ihren ersten Titel bei einem WTA-Turnier, der sie wieder in die Top 100 der Welt zurückbeförderte.
Ihr bestes Resultat 2018 erzielte sie mit dem Einzug ins Achtelfinale von Miami, in dem sie gegen Karolína Plíšková aufgeben musste. Aufgrund einer Knieverletzung, die sie sich beim WTA-Turnier in Nottingham zuzog, konnte sie in Wimbledon nicht an den Start gehen. 2019 änderte Dijas ihren Turnierkalender und spielte wieder mehr Turniere auf der ITF-Tour, wobei sie in Gifu einen weiteren Titel holen konnte; auf der WTA-Tour hingegen gelang ihr nur eine einzige Viertelfinalteilnahme in Washington. Dennoch beendete sie die Saison 2019 zu dritten Mal in Folge in den Top 100 der Welt. Der Start in das Jahr 2020 begann vielversprechend für Dijas, die ein ITF-Turnier in Hongkong gewann und bei den Australian Open nach fünf Jahren Unterbrechung wieder die dritte Runde erreichte, in der sie gegen Kiki Bertens verlor.
Im Jahr 2009 spielte Dijas erstmals für die kasachische Billie-Jean-King-Cup-Mannschaft; ihre Billie-Jean-King-Cup-Bilanz weist bislang 18 Siege bei 8 Niederlagen aus.

## Turniersiege

### Einzel
| Nr. | Datum              | Turnier    | Kategorie         | Belag             | Finalgegnerin           | Ergebnis      |
| --- | ------------------ | ---------- | ----------------- | ----------------- | ----------------------- | ------------- |
| 1.  | 23. November 2008  | Astana     | ITF $25.000       | Hartplatz (Halle) | Tetjana Arefjewa        | 7:5, 6:4      |
| 2.  | 5. Juli 2009       | Vaihingen  | ITF $25.000       | Sand              | Katalin Marosi          | 6:1, 6:2      |
| 3.  | 16. Juni 2012      | Buxoro     | ITF $25.000       | Hartplatz         | Ljudmyla Kitschenok     | 6:0, 6:0      |
| 4.  | 20. Oktober 2013   | Makinohara | ITF $25.000       | Rasen             | Belinda Bencic          | 6:3, 6:4      |
| 5.  | 8. März 2014       | Quanzhou   | ITF $50.000       | Hartplatz         | Noppawan Lertcheewakarn | 6:1, 6:1      |
| 6.  | 16. April 2017     | Nanning    | ITF $25.000       | Hartplatz         | Lee Ya-hsuan            | 6:2, 6:3      |
| 7.  | 18. Juni 2017      | Manchester | ITF $100.000      | Rasen             | Aleksandra Krunić       | 6:4, 6:4      |
| 8.  | 17. September 2017 | Tokio      | WTA International | Hartplatz         | Miyu Katō               | 6:2, 7:5      |
| 9.  | 5. Mai 2019        | Gifu       | ITF $80.000       | Hartplatz         | Liang En-shuo           | 6:0, 6:2      |
| 10. | 5. Januar 2020     | Hongkong   | ITF $25.000       | Hartplatz         | Zhu Lin                 | 6:4, 7:5      |
| 11. | 20. Oktober 2024   | Kayseri    | ITF W50           | Hartplatz         | Aliona Falei            | 0:6, 6:4, 6:3 |
| 12. | 18. Mai 2025       | Kurume     | ITF W50+H         | Teppich           | Ayano Shimizu           | 6:4, 6:3      |

## Abschneiden bei Grand-Slam-Turnieren

### Einzel
| Turnier         | 2009 | 2010 | 2011 | 2012 | 2013 | 2014 | 2015 | 2016 | 2017 | 2018 | 2019 | 2020  | 2021 | 2022 | 2023 | 2024 | Karriere |
| --------------- | ---- | ---- | ---- | ---- | ---- | ---- | ---- | ---- | ---- | ---- | ---- | ----- | ---- | ---- | ---- | ---- | -------- |
| Australian Open | —    | —    | Q3   | —    | Q1   | 3    | 3    | 1    | —    | 1    | 1    | 3     | 3    | 1    | —    | —    | 3        |
| French Open     | —    | Q2   | Q1   | —    | Q1   | 1    | 2    | 2    | Q3   | 2    | 2    | 1     | 2    | Q1   | —    | —    | 2        |
| Wimbledon       | —    | —    | —    | —    | —    | AF   | AF   | 1    | 3    | —    | 1    | n. a. | 1    | —    | —    | Q3   | AF       |
| US Open         | Q1   | —    | Q2   | —    | Q2   | 3    | 1    | —    | Q1   | 1    | 1    | 1     | 1    | —    | —    | Q1   | 3        |

Zeichenerklärung: S = Turniersieg; F, HF, VF, AF = Einzug ins Finale / Halbfinale / Viertelfinale / Achtelfinale; 1, 2, 3 = Ausscheiden in der 1. / 2. / 3. Hauptrunde; Q1, Q2, Q3 = Ausscheiden in der 1. / 2. / 3. Runde der Qualifikation; n. a. = nicht ausgetragen

### Doppel
| Turnier         | 2014 | 2015 | 2016 | 2017 | 2018 | 2019 | 2020  | 2021 | Karriere |
| --------------- | ---- | ---- | ---- | ---- | ---- | ---- | ----- | ---- | -------- |
| Australian Open | —    | 2    | 1    | —    | 2    | 2    | 2     | 1    | 2        |
| French Open     | —    | 2    | —    | —    | 1    | —    | 1     | 2    | 2        |
| Wimbledon       | 2    | 1    | —    | —    | —    | —    | n. a. | 2    | 2        |
| US Open         | VF   | 1    | —    | —    | 1    | —    | —     | 2    | VF       |